# Вільям Кемден
Вільям Кемден (англ. William Camden; 1551—1623) — англійський антиквар та історик-гуманіст; член Лондонського товариства антикварів. Перший в історії країни автор повної англійської історії з найдавніших часів — «Britannia».

## Біографія
Навчався в коледжі Магдалени, Пемброк коледжі та коледжі Крайст Черч Оксфордського університету.
Все своє життя Кемден збирав матеріали з історії, географії та археології Англії. Результатом його багаторічної праці була поява у 1586 році твору «Britannia» (повна назва «Britannia, sive florentissimorum regnorum Angliae, Scotiae, Hiberniae et Insularum adjacentium ex intima antiquitate chorographica Descriptio»). Кемден писав, що до написання цієї великої праці його спонукала «любов до своєї країни» і «слава Британії». Цей твір, за який сучасники називали Кемдена «англійським Страбоном», мав великий успіх і протягом чотирьох років перевидавався п'ять разів (його англійський переклад з'явився у 1610 році, потім в 1695 році і в 1789 році зі значними доповненнями Річарда Гофа).
Інші праці Кемдена: список епітафій Вестмінстерського абатства (1600), збірка старовинних хронік (Франкфурт, 1603), нарис правління Єлизавети «Annales Rerum Gestarum Angliae et Hiberniae Regnante Elizabetha» (1615; перекладений англійською та французькою мовами; вважається важливим матеріалом для історії правління Єлизавети) тощо.
На пам'ять про заслуги Кемдена його ім'ям названо історичне товариство Camden-Society, засноване у 1838 році з метою публікації невиданих матеріалів з історії Англії.